# Burning Nitrum
Burning Nitrum ist eine italienische Thrash-Metal-Band aus Bari, die 2010 gegründet wurde.

## Geschichte
Die Band wurde im Jahr 2010 vom Sänger David Cilloís gegründet. Nachdem bis zum Freitag, den 13. Februar 2010, die Besetzung vervollständigt worden war, erschien im April 2012 die EP Pyromania. Im Mai 2013 schloss sich die Single Turned to Ashes (Nothing Stands Still) an. Nach mehreren Besetzungswechseln bestand die Gruppe daraufhin neben Cillois aus dem Gitarristen Francesco Vivarelli, dem Bassisten Angelo Fiore, dem Gitarristen Walter Lanotte und dem Gründungsmitglied Dario D’Ambrosio am Schlagzeug. Nachdem die Gruppe einen Plattenvertrag bei Punishment 18 Records unterzeichnet hatte, erschien im Jahr 2014 das Debütalbum Molotov.

## Stil
Laut Matt „Wolverine“ Johnson von metal-temple.com ist auf Molotov Thrash Metal zu hören, der sich am traditionellen 1980er-Jahre-Klang der San Francisco Bay Area orientiere. Die Gruppe vermische dabei Gesang im Stil von Gama Bomb und das schnelle Spiel der Instrumente, das Erinnerungen an Exodus und Metallica wachrufe. Manche melodische Leads etwa würden an Master of Puppets erinnern. Matt Reifschneider von metal-observer.com befand, dass Burning Nitrum auf Molotov nicht wie eine noch junge Thrash-Metal-Band klinge, sondern als wenn sie bereits eine jahrzehntelange Erfahrung vorweisen könne, da sie moderne Strukturen mit klassischen Klängen kreuze. Das Auftreten und das Songwriting seien dabei wild und erfahren zugleich. Die Gruppe lege dabei einen starken Fokus auf die Riffs.

## Diskografie
- 2012: Pyromania (EP, Eigenveröffentlichung)
- 2013: Turned to Ashes (Nothing Stands Still) (Single, Eigenveröffentlichung)
- 2014: Molotov (Album, Punishment 18 Records)